# إنريكي ماك إيفر
إنريكي ماك إيفر هو محامي وسياسي تشيلي، ولد في 15 يوليو 1844 في كونستيتسيون في تشيلي، وتوفي في 21 أغسطس 1922 في سانتياغو في تشيلي. نشط حزبياً في Radical Party of Chile ‏.

## مناصب
- انتخب وزير الداخلية ‏ (26 أبريل 1894 – 7 ديسمبر 1894).
- انتخب وزير المالية ‏.
- انتخب عضو مجلس الشيوخ التشيلي ‏.
- انتخب عضو مجلس النواب التشيلي ‏.